# Selce, Zagorje ob Savi
Selce (izgovarjava [ˈseːu̯tsɛ], nemško Selze) je nekdanja vas v osrednji Sloveniji v Občini Zagorje ob Savi. Danes je del vasi Tirna. Leži na Gorenjskem in je danes vključena v Zasavsko statistično regijo.

## Geografija
Selce stojijo na vzpetini vzhodno od Tirne nad Mošenjsko grapo. S Tirno je povezana s cesto skozi zaselek Brezovica.

## Ime
Ime Selce je množinska pomanjševalnica občega poimenovanja selo 'naselje, vas'. Poimenovanje je sorodno toponimom Selo, Sela in Selca.

## Zgodovina
Selce so leta 1890 imele 34 prebivalcev v petih hišah, leta 1900 pa 26 prebivalcev v šestih hišah. Selce so bile leta 1953 priključene Tirni in s tem prenehale obstajati kot samostojno naselje.
V naselju so kot kulturna dediščina zaščiteni dve kašči in toplar iz 19. stoletja ter spominska plošča partizanu Ivanu Beji - Beli iz leta 1965.